# Palmarès dell'Eintracht Frankfurt
L'Eintracht Frankfurt (tedesco per Concordia Francoforte), noto in lingua italiana come Eintracht Francoforte, o semplicemente Eintracht, è una società polisportiva tedesca con sede a Francoforte sul Meno, la cui sezione più conosciuta è quella calcistica, fondata l'8 marzo 1899 e militante attualmente nella Bundesliga, la massima divisione del campionato tedesco.
Nella sua storia ha vinto un campionato tedesco (nel 1958-1959) e cinque Coppe di Germania.  A livello internazionale si è aggiudicato due Europa League, nel 1979-1980 e nel 2021-2022 ed è giunto in finale di Coppa dei Campioni nel 1959-1960, quando fu sconfitto dal Real Madrid.

## Competizioni nazionali
- Campionato tedesco: 1

1958-1959
- Coppa di Germania: 5

1973-1974, 1974-1975, 1980-1981, 1987-1988, 2017-2018
- 2. Fußball-Bundesliga: 1

1997-1998

## Competizioni internazionali
- Coppa UEFA/Europa League: 2  (record tedesco condiviso con il Borussia Mönchengladbach)

1979-1980, 2021-2022
- Coppa Piano Karl Rappan: 1

1966-1967
- Coppa delle Alpi: 1

1967

## Competizioni regionali
- Oberliga Süd: 2

1953, 1958
- Campionato della Germania meridionale: 2

1930, 1932
- Bezirksliga Main-Hessen: 5

1928, 1929, 1930, 1931, 1932
- Gauliga Südwest/Mainhessen: 1

1938
- Coppa d'Assia: 2

1946, 1969

## Competizioni giovanili
- Under-19 Bundesliga: 3

1981-1982, 1982-1983, 1984-1985
- Under-17 Bundesliga: 4

1976-1977, 1979-1980, 1990-1991, 2009-2010

## Competizioni amichevoli
- Trofeo Bortolotti: 2

2016, 2022

## Altri piazzamenti
- Campionato tedesco:

Secondo posto: 1931-1932
Terzo posto: 1963-1964, 1974-1975, 1989-1990, 1991-1992, 1992-1993, 2024-2025
Semifinalista: 1932-1933
- Coppa di Germania:

Finalista: 1963-1964, 2005-2006, 2016-2017, 2022-2023
Semifinalista: 1978-1979, 1990-1991, 1992-1993, 2006-2007, 2019-2020
- Coppa di Lega tedesca:

Semifinalista: 1972-1973
- Supercoppa di Germania:

Finalista: 1988, 2018
- 2. Fußball-Bundesliga:

Secondo posto: 2011-2012
Terzo posto: 2002-2003 2004-2005
- Coppa dei Campioni:

Finalista: 1959-1960
- Coppa delle Coppe:

Semifinalista: 1975-1976
- Coppa delle Fiere:

Semifinalista: 1966-1967
- UEFA Europa League:

Semifinalista: 2018-2019
- Supercoppa UEFA:

Finalista: 2022